# Zmieniniec
Zmieniniec (ukr. Зміїнець) – wieś położona na Ukrainie, w rejonie łuckim, w obwodzie wołyńskim, liczy 1336 mieszkańców.